# Terrell Bell
Terrell Bell, (nacido el 15 de diciembre de 1973 en Athens, Georgia,) es un exjugador de baloncesto estadounidense. Con 2.09 metros de estatura, jugaba en la posición de pívot. 

## Trayectoria
- Oklahoma City Cavalry  (1996-1997)
- Valencia Basket  (1997)
- Rockford Lightning  (1997-1999)
- Idaho Stampede  (1999)
- Memphis H Dawgs (2000-2001)
- MKS Start Lublin (2003-2004)
- Obras Sanitarias de la Nación  (2005)